# Edward Lane (Politiker)
Edward Lane (* 27. März 1842 in Cleveland, Ohio; † 30. Oktober 1912 in Hillsboro, Illinois) war ein US-amerikanischer Politiker. Zwischen 1887 und 1895 vertrat er den Bundesstaat Illinois im US-Repräsentantenhaus.

## Werdegang
Im Jahr 1858 zog Edward Lane mit seinen Eltern nach Hillsboro in Illinois. Er besuchte die öffentlichen Schulen seiner alten und neuen Heimat sowie die Hillsboro Academy. Danach war er einige Jahre als Lehrer tätig. Nach einem anschließenden Jurastudium und seiner 1865 erfolgten Zulassung als Rechtsanwalt begann er in Hillsboro in diesem Beruf zu arbeiten. Drei Jahre lang fungierte er auch als juristischer Vertreter dieser Stadt. Zwischen 1869 und 1873 war er Richter am Bezirksgericht im Montgomery County. Gleichzeitig schlug er als Mitglied der Demokratischen Partei eine politische Laufbahn ein.
Bei den Kongresswahlen des Jahres 1888 wurde Lane im 17. Wahlbezirk von Illinois in das US-Repräsentantenhaus in Washington, D.C. gewählt, wo er am 4. März 1887 die Nachfolge von John R. Eden antrat. Nach drei Wiederwahlen konnte er bis zum 3. März 1895 drei Legislaturperioden im Kongress absolvieren. Seit 1993 leitete er den Milizausschuss. Im Jahr 1894 wurde er nicht wiedergewählt. Nach dem Ende seiner Zeit im US-Repräsentantenhaus praktizierte Lane wieder als Anwalt. Er starb am 30. Oktober 1912 in Hillsboro, wo er auch beigesetzt wurde.